# Spreewaldsauce
 (novembre 2019).

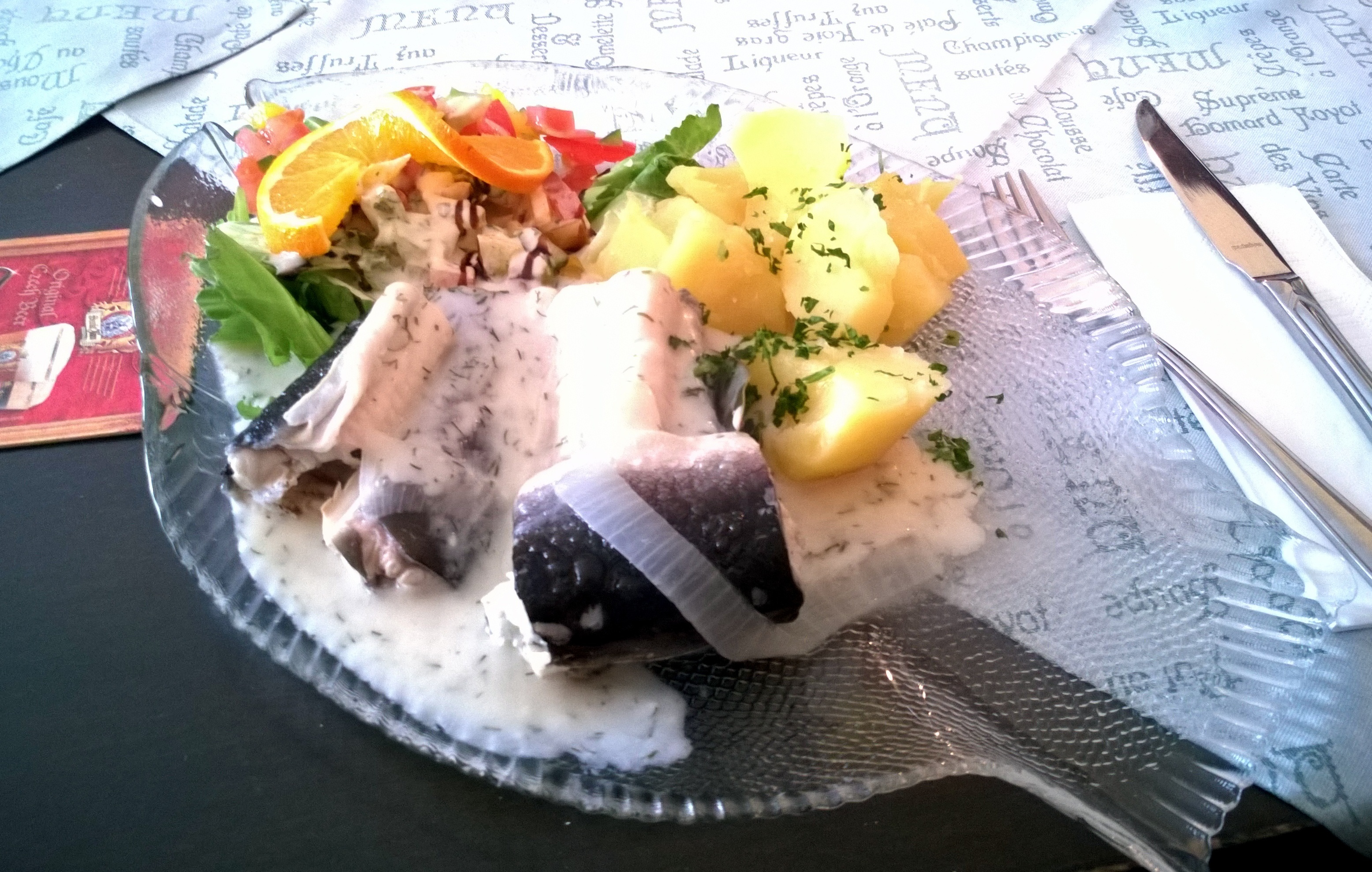
Anguille verte au restaurant Ebel à Berlin

La Spreewaldsauce est une sauce originaire du Brandebourg et de Berlin.
Elle accompagne souvent le poisson (notamment l'anguille) et ressemble à la sauce béchamel.
Elle est faite de fond de poisson et de roux mixés avec du beurre, de la crème, du persil et de l'aneth.